# Cycloseris patelliformis
Espèce
Synonymes
- Cycloseris fragilis Alcock, 1893
- Fungia fragilis (Hoeksema, 1989) (préféré par UICN)
- Diaseris fragilis Alcock, 1893

Cycloseris patelliformis est une espèce de coraux appartenant à la famille des Fungiidae.